# Catharina Charlotta Salswärd
Catharina Charlotta Salswärd, född den 10 februari 1776 i Stockholm, död där den 6 september 1807, var en svensk textilkonstnär.
Hon var dotter till överstelöjtnanten Jacob Salswärd och Lovisa Ulrika Sohlberg och från 1798 gift med landshövdingen Gustaf Wilhelm Conradi. Hon medverkade i konstakademiens utställningar 1796 med ett sytt landskapsmotiv och vid utställningen 1797 tilldelades hon en silverjetong för ett Landskaps stycke.